# Omphalophana asiatica
Omphalophana asiatica är en fjärilsart som beskrevs av Ludwig Osthelder 1933. Omphalophana asiatica ingår i släktet Omphalophana och familjen nattflyn. Inga underarter finns listade i Catalogue of Life.